# Калинин (Дубовский район)
Калинин — хутор в Дубовском районе Ростовской области.
Входит в состав Гуреевского сельского поселения.

## География
На хуторе имеется одна улица: Ковыльная. 

## История
Дата основания не установлена. На карте РККА 1941 года отмечен как конеферма Калининская. В 1966 году включён в состав Гуреевского сельсовета.

## Население
| 1989 | 2002 | 2010 |
| ---- | ---- | ---- |
| 163  | ↘31  | ↘20  |